# М'ягково
М'ягко́во (рос. Мягково) — присілок у складі Таборинського району Свердловської області. Входить до складу Кузнецовського сільського поселення.
Населення — 75 осіб (2010, 90 у 2002).
Національний склад населення станом на 2002 рік: росіяни — 97 %.